# Holendry (gmina Chmielnik)
Holendry – (zwane wcześniej Holendry Chłapowskie) wieś w województwie świętokrzyskim, w powiecie kieleckim, w gminie Chmielnik.
| SIMC    | Nazwa    | Rodzaj    |
| ------- | -------- | --------- |
| 0234784 | Podlesie | część wsi |

W latach 1975–1998 miejscowość należała administracyjnie do województwa kieleckiego.
Nazwa wsi pochodzi od osadników wyznania mennonickiego, którzy musieli uciekać ze swej ojczyzny Holandii.
Wieś została założona aktem z 3 maja 1791 roku przez Józefa Chłapowskiego, właściciela dóbr chmielnickich. Do dziś spotyka się tu nazwiska obcego brzmienia.
We wsi swe źródło ma rzeka Morawka.